# Landkreis Mittelsachsen

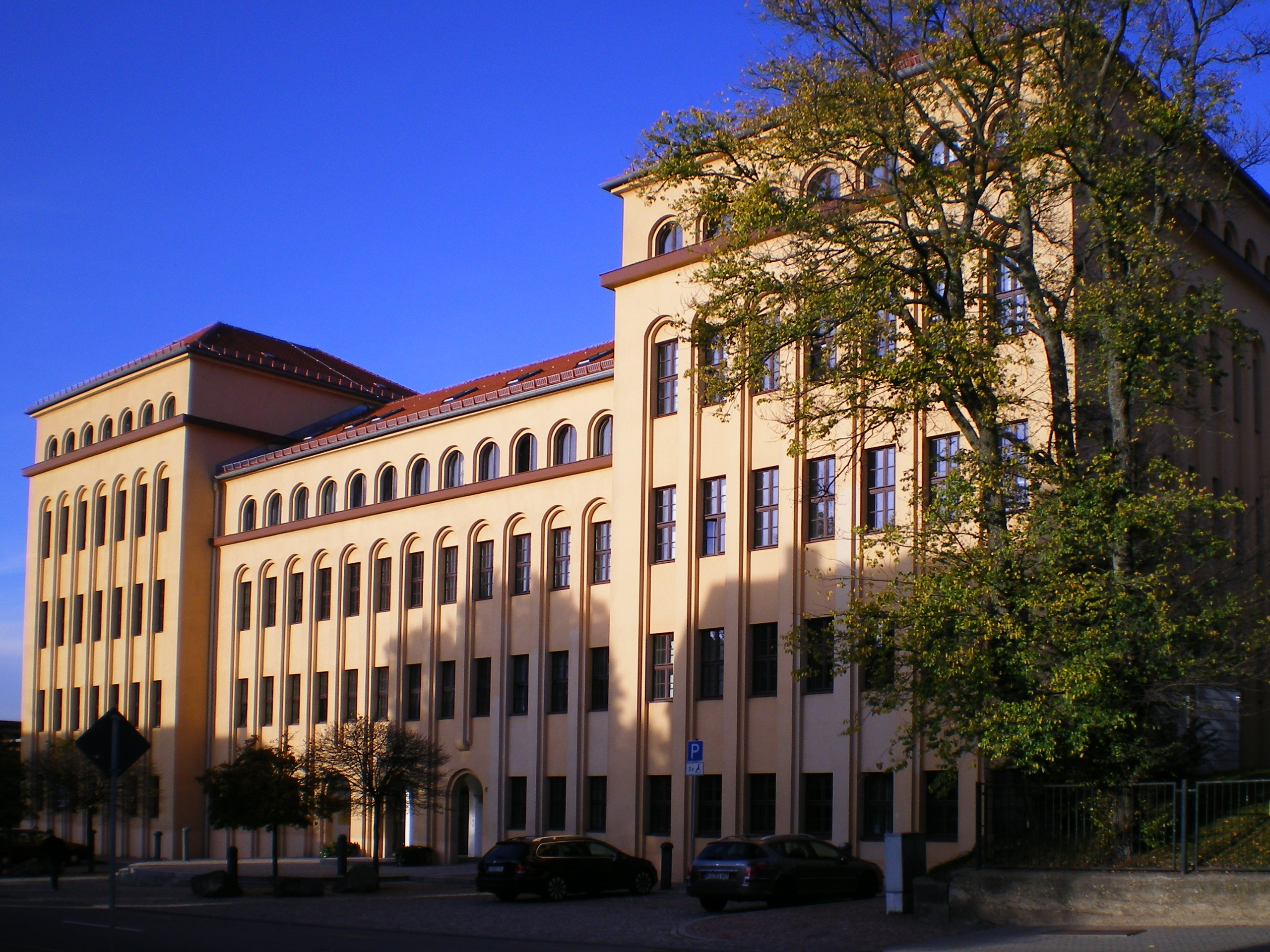
Landratsamt

Landkreis Mittelsachsen is een Landkreis in de deelstaat Saksen. Het ontstond tijdens de herindeling van Saksen in 2008 uit de voormalige Landkreisen Döbeln, Freiberg en Mittweida.
De Landkreis telt 301.474 inwoners (31 december 2020) op een oppervlakte van 2.122,40 km². De hoofdplaats is Freiberg.

## Steden en gemeenten
| Steden 1. Augustusburg (4.508) 2. Brand-Erbisdorf (9.145) 3. Burgstädt (10.530) 4. Döbeln (23.467) 5. Flöha (10.607) 6. Frankenberg/Sa. (13.784) 7. Frauenstein (2.733) 8. Freiberg (39.948) 9. Geringswalde (4.212) 10. Großschirma (5.580) 11. Hainichen (8.531) 12. Hartha (6.891) 13. Leisnig (8.156) 14. Lunzenau (4.133) 15. Mittweida (14.356) 16. Oederan (7.876) 17. Penig (8.624) 18. Rochlitz (5.658) 19. Roßwein (7.410) 20. Sayda (1.713) 21. Waldheim (8.845) | Gemeenten 1. Altmittweida (1.872) 2. Bobritzsch-Hilbersdorf (5.622) 3. Claußnitz (3.004) 4. Dorfchemnitz (1.536) 5. Eppendorf (4.013) 6. Erlau (3.141) 7. Großhartmannsdorf (2.465) 8. Großweitzschen (2.739) 9. Halsbrücke (5.101) 10. Hartmannsdorf (4.421) 11. Jahnatal ( 4.787 per 1-1-23 ), fusiegemeente per 1 januari 2023 van Ostrau en Zschaitz-Ottewig 12. Königsfeld (1.379) 13. Königshain-Wiederau (2.580) 14. Kriebstein (2.058) 15. Leubsdorf (3.257) 16. Lichtenau (7.063) 17. Lichtenberg/Erzgeb. (2.673) 18. Mühlau (2.135) 19. Mulda/Sa. (2.457) | 1. Neuhausen/Erzgeb. (2.555) 2. Niederwiesa (4.859) 3. Oberschöna (3.325) 4. Rechenberg-Bienenmühle (1.823) 5. Reinsberg (2.810) 6. Rossau (3.492) 7. Seelitz (1.669) 8. Striegistal (4.623) 9. Taura (2.340) 10. Wechselburg (1.766) 11. Weißenborn/Erzgeb. (2.489) 12. Zettlitz (668) |

Verwaltungsgemeinschaften
| 1. Verwaltungsgemeinschaft Burgstädt met de deelnemende gemeenten Burgstädt, Mühlau en Taura 2. Verwaltungsgemeinschaft Lichtenberg/Erzgeb. met de deelnemende gemeenten Lichtenberg/Erzgeb. en Weißenborn/Erzgeb. 3. Verwaltungsgemeinschaft Mittweida met de deelnemende gemeenten Altmittweida en Mittweida 4. Verwaltungsgemeinschaft Ostrau met de deelnemende gemeenten Ostrau en Zschaitz-Ottewig | 1. Verwaltungsgemeinschaft Rochlitz met de deelnemende gemeenten Königsfeld, Rochlitz, Seelitz en Zettlitz 2. Verwaltungsgemeinschaft Sayda/Dorfchemnitz met de deelnemende gemeenten Dorfchemnitz en Sayda |

Altmittweida ·
Augustusburg ·
Bobritzsch-Hilbersdorf ·
Brand-Erbisdorf ·
Burgstädt ·
Claußnitz ·
Döbeln ·
Dorfchemnitz ·
Eppendorf ·
Erlau ·
Flöha ·
Frankenberg/Sa. ·
Frauenstein ·
Freiberg ·
Geringswalde ·
Großhartmannsdorf ·
Großschirma ·
Großweitzschen ·
Hainichen ·
Halsbrücke ·
Hartha ·
Hartmannsdorf ·
Jahnatal ·
Königsfeld ·
Königshain-Wiederau ·
Kriebstein ·
Leisnig ·
Leubsdorf ·
Lichtenau ·
Lichtenberg ·
Lunzenau ·
Mittweida ·
Mochau ·
Mühlau ·
Mulda/Sa. ·
Neuhausen/Erzgeb. ·
Niederstriegis ·
Niederwiesa ·
Oberschöna ·
Oederan ·
Penig ·
Rechenberg-Bienenmühle ·
Reinsberg ·
Rochlitz ·
Rossau ·
Roßwein ·
Sayda ·
Seelitz ·
Striegistal ·
Taura ·
Waldheim ·
Wechselburg ·
Weißenborn/Erzgeb. ·
Zettlitz ·
Ziegra-Knobelsdorf